# Atlas (anatomia)
O Atlas é a primeira vértebra cervical e também a primeira das 32 vértebras da coluna vertebral, contando com o sacro e o coccix com vertebras fundidas
.
O nome Atlas refere-se a um titã grego que carregava o mundo/céu/globo nas costas: no caso da vértebra (Atlas), o mundo é representado pelo crânio ou a cabeça. É uma vértebra cervical atípica, pois além de não possuir processo espinhoso, não há corpo vertebral. É também a mais larga vértebra cervical e, além disso, possui tubérculos anterior e posterior, o que nenhuma outra vértebra tem.
Articula-se ântero-inferiormente com o Processo odontóide ("dente") do áxis, possuindo um ligamento transverso que segura este dente; articula-se póstero-inferiormente também com o áxis, só que com o processo articular dele. Essas duas articulações são sinoviais, sendo a primeira responsável pelo movimento de rotação da cabeça (articulação sinovial em pivô/trocóidea) e a segunda ajuda na flexão (sinovial de deslizamento/plana). O movimento de rotação do atlas com o dente é limitado pelos ligamentos alares, que ligam o dente a borda do forame magno. A articulação superior do atlas é com os côndilos occiptais, que ajuda na flexão/extensão.
É constituído por duas massas laterais (as apófises articulares, que possuem uma face articular superior que se articula com o côndilo occipital) que possuem um prolongamento lateral (apófises transversas), que se unem entre si através dos arcos anterior e posterior. A face articular inferior das apófises articulares, articula-se com a 2ª vértebra cervical (C2).
As apófises transversas são mais desenvolvidas no atlas do que em qualquer outra vértebra, possuindo um buraco transversal considerável, que se encontra dividido em dois pelo ligamento transverso. A porção anterior deste buraco esta ocupada pelo dente do áxis, e a porção posterior pela medula espinhal. 

## Fratura
Sua fratura é conhecida como fratura de Jefferson.